# Estación de Boissy-Saint-Léger
Boissy-Saint-Léger es una estación de la línea A del RER situada en el municipio homónimo, del departamento de Valle del Marne.
Está servida por los trenes de la línea que toman el ramal A2, del cual es cabecera.

## Historia
La estación se abrió al público el 9 de julio de 1874 como terminal de la línea de Vincennes. En seguida tomo su carácter de estación terminal si bien la línea fue prolongada en 1875 a Brie-Comte-Robert y en 1892 a Verneuil-l'Étang. Tras el abandono del tráfico de viajeros en el tramo Boissy-Verneuil, la estación fue de nuevo terminal de la línea el 18 de mayo de 1953.
La estación fue incorporada al RER el 14 de diciembre de 1969, siendo una de las primeras en formar parte de esta red.
Desde mayo de 2006, la estación está en proceso de renovación para ser accesible para personas con movilidad reducida, colocando la terminal de autobuses al mismo nivel que la estación y se arreglará la parte posterior de las vías para que no sea necesario que circulen trenes en hora punta que acaben en La Varenne - Chennevières.
La estación fue cerrada del 4 al 8 de agosto de 2007 para colocar dos nuevos puentes ferroviarios antes de la estación para la variante de la carretera RN19.

## Servicios ferroviarios
| tren      | estación >    | destino               | frecuencia | observaciones                                    |
| --------- | ------------- | --------------------- | ---------- | ------------------------------------------------ |
| ZEMA/ZEUS | Sucy-Bonneuil | Saint-Germain-en-Laye | 10 min     | ómnibus, circula en hora valle                   |
| XOUD      | Sucy-Bonneuil | Le Vésinet - Le Pecq  | 10 min     | ómnibus, circula en hora punta                   |
| XUTI      | Sucy-Bonneuil | Le Vésinet - Le Pecq  | 10 min     | no para en Nanterre-Ville, circula en hora punta |

| tren           | procedencia           | frecuencia | observaciones                                                          |
| -------------- | --------------------- | ---------- | ---------------------------------------------------------------------- |
| NEGE/NELY/NEMO | Saint-Germain-en-Laye | 10 min     | ómnibus, circula en hora valle                                         |
| NAGA           | Saint-Germain-en-Laye | 10 min     | no para en Nanterre-Ville ni Nanterre-Préfecture Circula en hora punta |
| NYON           | Saint-Germain-en-Laye | 10 min     | no para en Le Vésinet-Centre ni Châtou-Croissy Circula en hora punta   |